# Tahsis
Tahsis est un village-municipalité de Colombie-Britannique, sur la côte ouest de l'île de Vancouver, au Canada.

## Démographie
| 2001 | 2006 | 2011 | 2016 |
| ---- | ---- | ---- | ---- |
| 600  | 366  | 316  | 248  |